# 滋賀県の城
滋賀県の城（しがけんのしろ）は滋賀県内にかつてあった城館をとりまとめたものである。

## 市

### 大津市
- 大津城
- 坂本城
- 膳所城
- 宇佐山城
- 瀬田城
- 壺笠山城

### 彦根市
- 彦根城
- 佐和山城
- 河瀬城
- 荒神山城
- 肥田城
- 山崎山城

### 長浜市
- 長浜城
- 小谷城
- 横山城

### 近江八幡市
- 安土城
- 観音寺城
- 八幡山城
- 水茎岡山城
- 長光寺城

### 甲賀市
- 水口城
- 水口岡山城
- 望月城
- 和田城

### 東近江市
- 箕作城
- 寺村城
- 佐生日吉城(佐生城)
- 伊庭城
- 種村城

### 高島市
- 清水山城
- 朽木谷城
- 大溝城

### 米原市
- 鎌刃城

## 郡

### 蒲生郡日野町
- 日野城

### 愛知郡愛荘町
- 矢守城
- 目加田城